# Füzér
Füzér (em eslovaco: Fizér) é um município da Hungria, situado no condado de Borsod-Abaúj-Zemplén. Tem 37,49 km² de área e sua população em 2015 foi estimada em 428 habitantes.